# 청도군의 국회의원

## 청도군의 역대 국회의원
| 대수                          | 이름           | 소속정당           | 임기                               | 선거구역                  |
| ----------------------------- | -------------- | ------------------ | ---------------------------------- | ------------------------- |
| 제1대                         | 박종환(朴鍾煥) | 대한독립촉성국민회 | 1948년 5월 31일 ~ 1950년 5월 30일  | 청도군 일원               |
| 제2대                         | 김준태(金濬泰) | 무소속             | 1950년 5월 31일 ~ 1954년 5월 30일  | 청도군 일원               |
| 제3대                         | 김보영(金普永) | 자유당             | 1954년 5월 31일 ~ 1958년 5월 30일  | 청도군 일원               |
| 제4대                         | 반재현(潘在鉉) | 무소속             | 1958년 5월 31일 ~ 1960년 7월 28일  | 청도군 일원               |
| 제5대 민의원                  | 김준태(金濬泰) | 민주당             | 1960년 7월 29일 ~ 1961년 5월 16일  | 청도군 일원               |
| 제6대                         | 김준태(金濬泰) | 민주공화당         | 1963년 12월 17일 ~ 1967년 6월 30일 | 경산군·청도군 일원        |
| 제7대                         | 박주현(朴柱炫) | 민주공화당         | 1967년 7월 1일 ~ 1971년 6월 30일   | 경산군·청도군 일원        |
| 제8대                         | 박숙현(朴淑鉉) | 민주공화당         | 1971년 7월 1일 ~ 1972년 10월 17일  | 청도군 일원               |
| [[대한민국 제9대 국회\|제9대] | 박숙현(朴淑鉉) | 민주공화당         | 1973년 3월 12일 ~ 1979년 3월 11일  | 경주시·월성군·청도군 일원 |
| [[대한민국 제9대 국회\|제9대] | 이영표(李永杓) | 무소속             | 1973년 3월 12일 ~ 1979년 3월 11일  | 경주시·월성군·청도군 일원 |
| 제10대                        | 박숙현(朴淑鉉) | 민주공화당         | 1979년 3월 12일 ~ 1980년 10월 27일 | 경주시·월성군·청도군 일원 |
| 제10대                        | 박권흠(朴權欽) | 신민당             | 1979년 3월 12일 ~ 1980년 10월 27일 | 경주시·월성군·청도군 일원 |
| 제11대                        | 박권흠(朴權欽) | 민주정의당         | 1981년 4월 11일 ~ 1985년 4월 10일  | 경주시·월성군·청도군 일원 |
| 제11대                        | 김순규(金順圭) | 무소속             | 1981년 4월 11일 ~ 1985년 4월 10일  | 경주시·월성군·청도군 일원 |
| 제12대                        | 박권흠(朴權欽) | 민주정의당         | 1985년 4월 11일 ~ 1988년 5월 29일  | 경주시·월성군·청도군 일원 |
| 제12대                        | 김일윤(金一潤) | 민주한국당         | 1985년 4월 11일 ~ 1988년 5월 29일  | 경주시·월성군·청도군 일원 |
| 제13대                        | 이재연(李在淵) | 신민주공화당       | 1988년 5월 30일 ~ 1992년 5월 29일  | 경산군·청도군 일원        |
| 제14대                        | 이영창(李令昶) | 민주자유당         | 1992년 5월 30일 ~ 1996년 5월 29일  | 경산시·경산군·청도군 일원 |
| 제15대                        | 김종학(金鍾學) | 자유민주연합       | 1996년 5월 30일 ~ 2000년 5월 29일  | 경산시·청도군 일원        |
| 제16대                        | 박재욱(朴在旭) | 한나라당           | 2000년 5월 30일 ~ 2004년 5월 29일  | 경산시·청도군 일원        |
| 제17대                        | 최경환(崔炅煥) | 한나라당           | 2004년 5월 30일 ~ 2008년 5월 29일  | 경산시·청도군 일원        |
| 제18대                        | 최경환(崔炅煥) | 한나라당           | 2008년 5월 30일 ~ 2012년 5월 29일  | 경산시·청도군 일원        |
| 제19대                        | 최경환(崔炅煥) | 새누리당           | 2012년 5월 30일 ~ 2016년 5월 29일  | 경산시·청도군 일원        |
| 제20대                        | 이만희(李晩熙) | 새누리당           | 2016년 5월 30일 - 2020년 5월 29일  | 영천시·청도군 일원        |
| 제21대                        | 이만희(李晩熙) | 미래통합당         | 2020년 5월 30일 - 2024년 5월 29일  | 영천시·청도군 일원        |
| 제22대                        | 이만희(李晩熙) | 국민의힘           | 2024년 5월 30일 -                  | 영천시·청도군 일원        |

## 같이 보기
- 경산시의 국회의원
- 영천시의 국회의원
- 경산군의 국회의원
- 경산군·청도군
- 경산시·경산군·청도군
- 경산시·청도군
- 영천시·청도군